# Little York
Little York es una villa ubicada en el condado de Warren en el estado estadounidense de Illinois. En el Censo de 2010 tenía una población de 331 habitantes y una densidad poblacional de 501,18 personas por km².

## Geografía
Little York se encuentra ubicada en las coordenadas 41°0′39″N 90°44′47″O / 41.01083, -90.74639. Según la Oficina del Censo de los Estados Unidos, Little York tiene una superficie total de 0.66 km², de la cual 0.66 km² corresponden a tierra firme y (0%) 0 km² es agua.

## Demografía
Según el censo de 2010, había 331 personas residiendo en Little York. La densidad de población era de 501,18 hab./km². De los 331 habitantes, Little York estaba compuesto por el 94.26% blancos, el 1.21% eran afroamericanos, el 0.91% eran amerindios, el 1.51% eran asiáticos, el 0% eran isleños del Pacífico, el 0.3% eran de otras razas y el 1.81% pertenecían a dos o más razas. Del total de la población el 1.51% eran hispanos o latinos de cualquier raza.